# Wereldkampioenschap ijshockey vrouwen 2016
Het wereldkampioenschap ijshockey vrouwen 2016 was het 17e wereldkampioenschap ijshockey voor vrouwen in de hoogste divisie en werd gespeeld van 28 maart tot en met 4 april 2016 in Canada. De speellocaties waren het McArthur Island Centre en het Sandman Centre, beide in Kamloops. De groepswedstrijden van de Canadese ploeg en alle wedstrijden voor de 6 hoogste plaatsen werden in het Sandman Centre gespeeld. 
Het deelnemersveld bestond uit de nummers 1 tot en met 7 van het vorige wereldkampioenschap in 2015 en de winnaar van de Divisie 1 groep A 2015, Tsjechië. Wereldkampioen werd de Verenigde Staten met een 1-0 overwinning in de finale op Canada. De nummers 1 tot en met 7 plaatsten zich voor het volgende wereldkampioenschap in 2017. Degradant was nummer 8 Japan als verliezer van de best of three om de 7e plaats. 

## Wedstrijdformule
De nummers 1 t/m 4 van het vorige wereldkampioenschap werden in groep A ingedeeld en de andere vier landen in groep B. In beide groepen werd een rond toernooi gespeeld. De nummers 1 en 2 van groep A gingen rechtstreeks door naar de halve finale. In de kwartfinale speelde de nummer 3 van groep A tegen de nummer 2 van groep B en de nummer 4 van groep A tegen de nummer 1 van groep B. De winnaars daarvan speelden in de halve finale tegen de nummers 1 en 2 van groep A en de verliezers om de 5e plaats. De winnaars van de halve finale speelden de finale en de verliezers om de 3e plaats. De nummers 3 en 4 van groep B speelden een best of three competitie om de 7e plaats en klassenbehoud.

## Kleurenschema in tabellen
|  | Ploegen die rechtstreeks naar de halve finale gaan  |
|  | Ploegen die doorgaan naar de kwartfinale            |
|  | Ploegen die naar de competitie om de 7e plaats gaan |

## Groep A

### Tabel
|    | Nationale ploeg  | Gesp. | 3 - 0 | 2 - 1 | 1 - 2 | 0 - 3 | Doelp. voor | Doelp. tegen | Doelsaldo | Punten |
| -- | ---------------- | ----- | ----- | ----- | ----- | ----- | ----------- | ------------ | --------- | ------ |
| 1, | Verenigde Staten | 3     | 3     | 0     | 0     | 0     | 13          | 2            | +11       | 9      |
| 2. | Canada           | 3     | 2     | 0     | 0     | 1     | 15          | 5            | +10       | 6      |
| 3. | Finland          | 3     | 1     | 0     | 0     | 2     | 7           | 11           | -4        | 3      |
| 4. | Rusland          | 3     | 0     | 0     | 0     | 3     | 4           | 21           | -17       | 0      |

### Wedstrijden
28 maart
- Rusland -  Finland 3-5 (0-1, 2-1, 1-3)
- Verenigde Staten -  Canada 3-1 (0-0, 0-0, 3-1)

29 maart
- Finland -  Verenigde Staten 1-2 (1-1, 0-1, 0-0)
- Canada -  Rusland 8-1 (0-1, 6-0, 2-0)

31 maart
- Verenigde Staten -  Rusland 8-0 (3-0, 0-0, 5-0)
- Canada -  Finland 6-1 (1-0, 4-1, 1-0)

## Groep B

### Tabel
|    | Nationale ploeg | Gesp. | 3 - 0 | 2 - 1 | 1 - 2 | 0 - 3 | Doelp. voor | Doelp. tegen | Doelsaldo | Punten |
| -- | --------------- | ----- | ----- | ----- | ----- | ----- | ----------- | ------------ | --------- | ------ |
| 1. | Zweden          | 3     | 2     | 1     | 0     | 0     | 7           | 3            | +4        | 8      |
| 2. | Tsjechië        | 3     | 1     | 1     | 0     | 1     | 8           | 6            | +2        | 5      |
| 3. | Zwitserland     | 3     | 1     | 0     | 1     | 1     | 6           | 7            | -1        | 4      |
| 4. | Japan           | 3     | 0     | 0     | 1     | 2     | 4           | 9            | -5        | 1      |

### Wedstrijden
28 maart
- Zwitserland -  Japan 4-2 (1-1, 1-0, 2-1)
- Zweden -  Tsjechië 3-2 (0-0, 1-1, 2-1)

29 maart
- Zwitserland -  Tsjechië 1-3 (0–0, 1–2, 0–1)
- Japan -  Zweden 0-2 (0-0, 0-0, 0-2)

31 maart
- Tsjechië -  Japan 3-2  (0-1, 1-0, 1-1 - 0-0 - 1-0)
- Zweden -  Zwitserland 2-1  (0-1, 1-0, 0-0 - 0-0 - 1-0)

## Best of three om de 7eplaats
1 april
- Zwitserland -  Japan 3-1 (2-1, 1-0, 0-0)

3 april
- Japan -  Zwitserland 0-4 (0-1, 0-2, 0-1)

## Competitie om de 1et/m 6eplaats

### Kwartfinale
1 april
- Rusland -  Zweden 4-1 (2-1, 1-0, 1-0)
- Finland -  Tsjechië 5-0 (0-0, 3-0, 2-0)

### Wedstrijd om de 5eplaats
3 april
- Zweden -  Tsjechië 4-2 (0-2, 0-0, 4-0)

### Halve finale
3 april
- Verenigde Staten -  Rusland 9-0 (5-0, 3-0, 1-0)
- Canada -  Finland 5-3 (1-1, 1-0, 3-2)

### Troostfinale
4 april
- Finland -  Rusland 0-1 (0-0, 0-0, 0-0 - 0-0 - 0-1)

### Finale
4 april
- Verenigde Staten -  Canada 1-0 (0-0, 0-0, 0-0 - 1-0)

## Eindstand
| Plaats | Landenploeg      |
| ------ | ---------------- |
| Goud   | Verenigde Staten |
| Zilver | Canada           |
| Brons  | Rusland          |
| 4.     | Finland          |
| 5.     | Zweden           |
| 6.     | Tsjechië         |
| 7.     | Zwitserland      |
| 8.     | Japan            |